# Rue de la Croix-Nivert
La rue de la Croix-Nivert est une rue du 15e arrondissement de Paris.

## Situation et accès

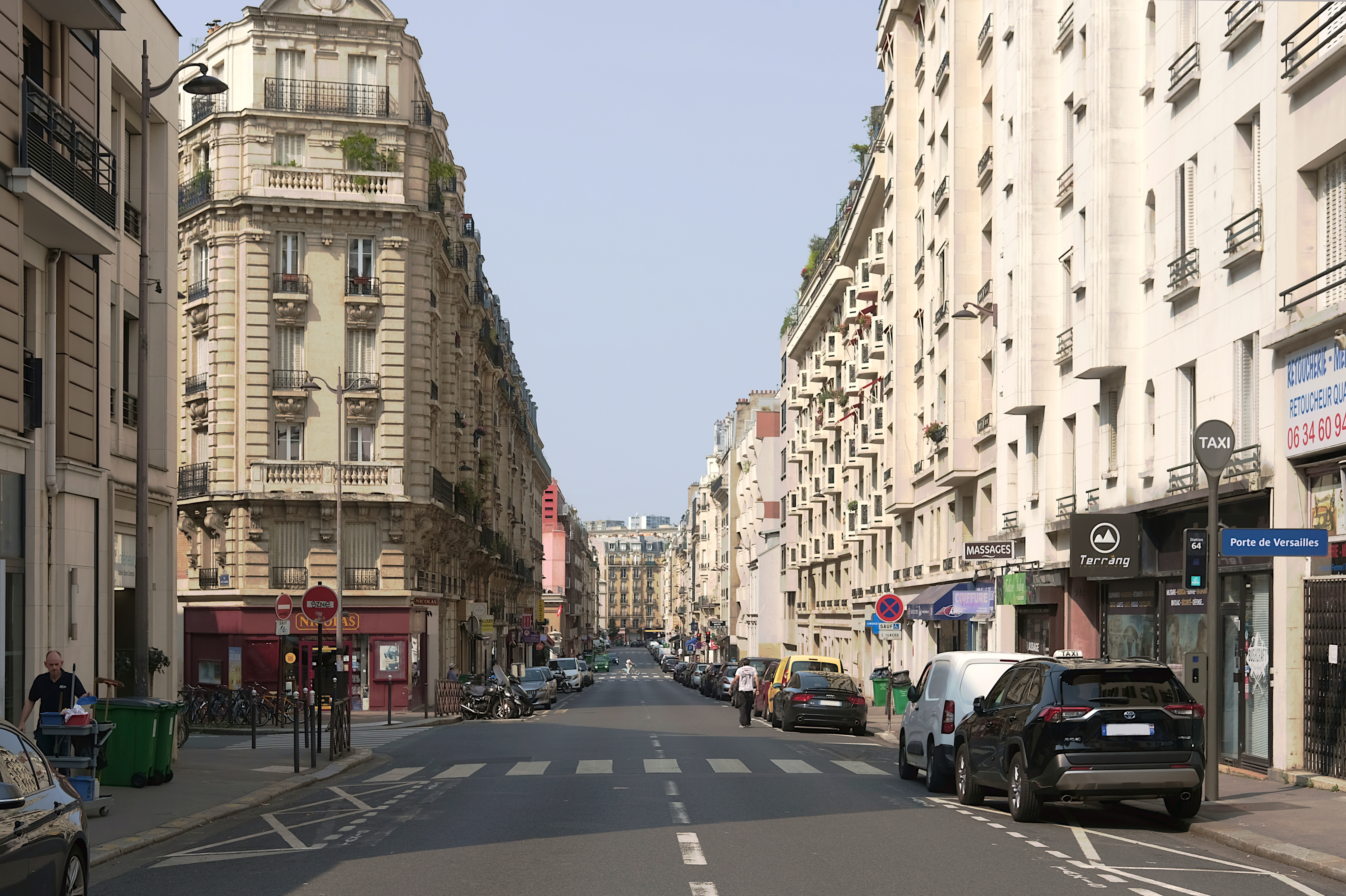
La rue vue depuis la rue de Vaugirard.

La rue de la Croix-Nivert commence place Cambronne, entre la rue Frémicourt et la rue Cambronne et aboutit rue de Vaugirard.
La rue de la Croix-Nivert est traversée par la rue Mademoiselle, la rue de l'Abbé-Groult, la rue de Javel, la rue de la Convention, la rue Lecourbe, la rue Théodore-Deck et la rue Desnouettes.
La rue Letellier, la rue Fondary, la rue du Théâtre, la rue Gramme, la rue Lakanal, la rue des Entrepreneurs, la rue du Hameau, la rue Auguste-Chabrières, l'impasse Ribet, la villa Croix-Nivert, la rue de l'Amiral-Roussin, la rue Meilhac, la rue Joseph-Liouville, le square Saint-Lambert, la rue Théophraste-Renaudot, la rue Charles-Lecocq et la rue Jules-Simon commencent ou aboutissent rue de la Croix-Nivert.

## Origine du nom
La voie tient son nom d'une croix qui était située à l'angle de cette rue et de la rue Lecourbe, qui était alors le chemin de Sèvres. Elle est bien visible sur le plan de Roussel (1730) et sur le plan de Delagrive (1740), où ces deux voies se croisent encore en rase campagne. La croix y est dénommée respectivement croix « Niver » ou « Nivert ». Le carrefour est encore nommé « Cx Niver » sur la carte des Chasses du Roi, fin XVIIIe, mais sans qu'y soit représentée la croix. Elle servait de reposoir lors des processions qui faisaient le tour de Vaugirard.

## Historique

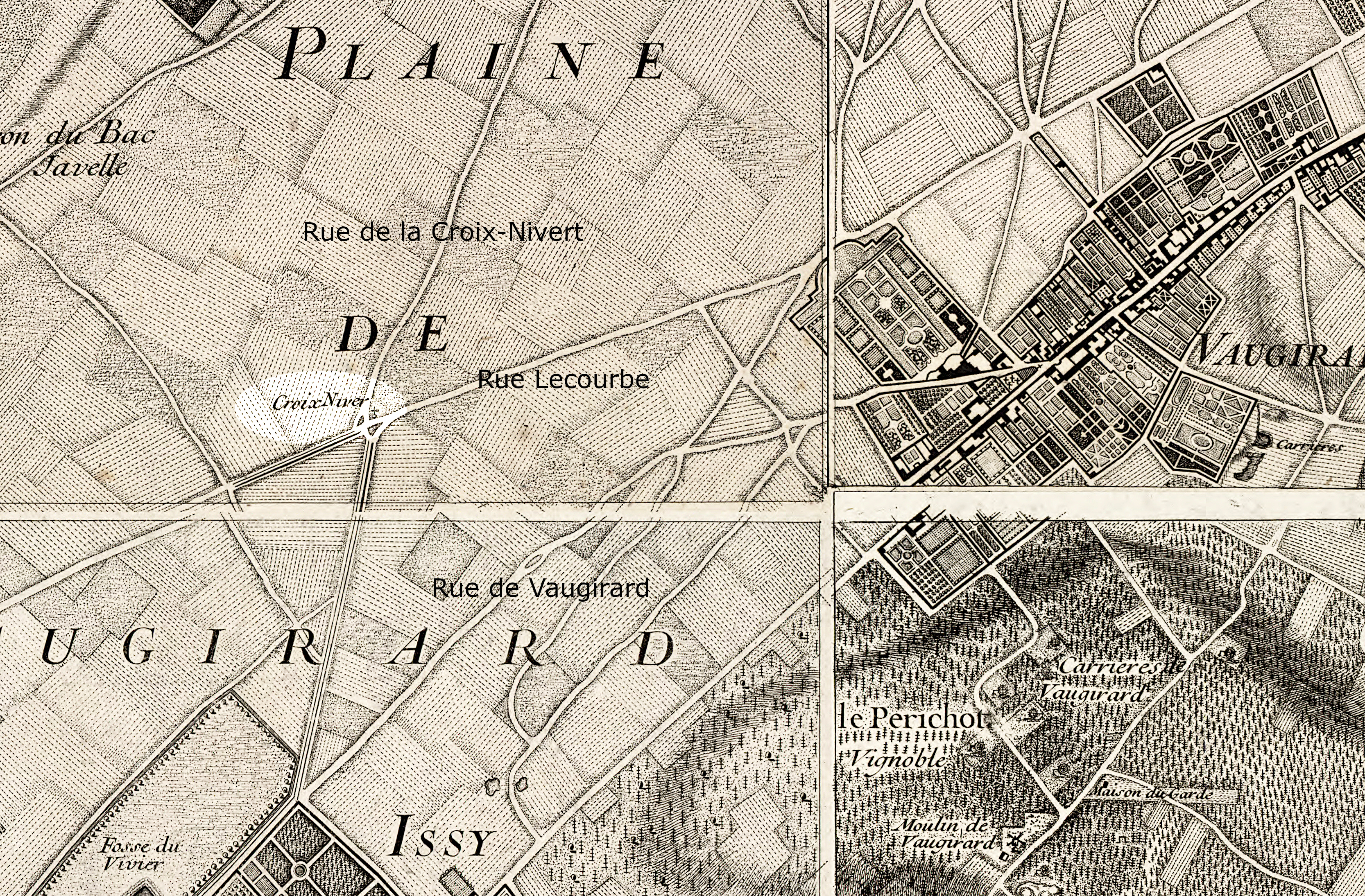
La future rue de la Croix-Nivert sur le plan de Roussel (Paris, 1730) ; la Croix-Niver, à l'intersection de la future rue Lecourbe, est isolée dans une pastille plus claire.

La section de cette rue située entre la place Cambronne et la rue Lecourbe est indiquée à l'état de chemin sur le plan de Roussel de 1730 comme faisant partie des communes de Grenelle et de Vaugirard.
Rattachée à la voirie de Paris en 1860, elle prend son nom actuel en 1863 et est prolongée entre la rue Lecourbe et la rue de Vaugirard en 1875.
Le 5 août 1918, durant la Première Guerre mondiale, un obus lancé par la Grosse Bertha explose au no 214 rue de la Croix-Nivert.

## Bâtiments remarquables et lieux de mémoire
- Une usine de fabrication d'eau de Javel s'est installée dans la rue, ayant donné son nom à la marque Javel Lacroix[3].
- No 55 : le théâtre de Grenelle s'y trouvait de 1828 à 1929[4]. Il est détruit l'année suivante et remplacé par un immeuble de logements avec bow-windows et parements de briques, doté d'un cinéma en rez-de-chaussée sur la rue de la Croix-Nivert[5]. Ouvert en 1931 sous le nom de Palace Croix-Nivert, il ferme en 1983, après avoir présenté des films exclusifs, des séries B et sur la fin des programmes art et essai. La salle est ensuite utilisée par la municipalité pour des évènements culturels, en particulier musicaux, puis comme lieu de prière par les ismaéliens. La façade ornée de colonnes et d'une marquise a été conservée[6].
- No 115 : immeuble de 1908 (architecte Louis Delay).
- No 171 : Centre culturel algérien, inauguré en 1983[7].
- No 224 : au croisement avec la rue Desnouettes, ateliers RATP de Vaugirard.
- No 256 : au croisement de la rue de Vaugirard, vieille maison.

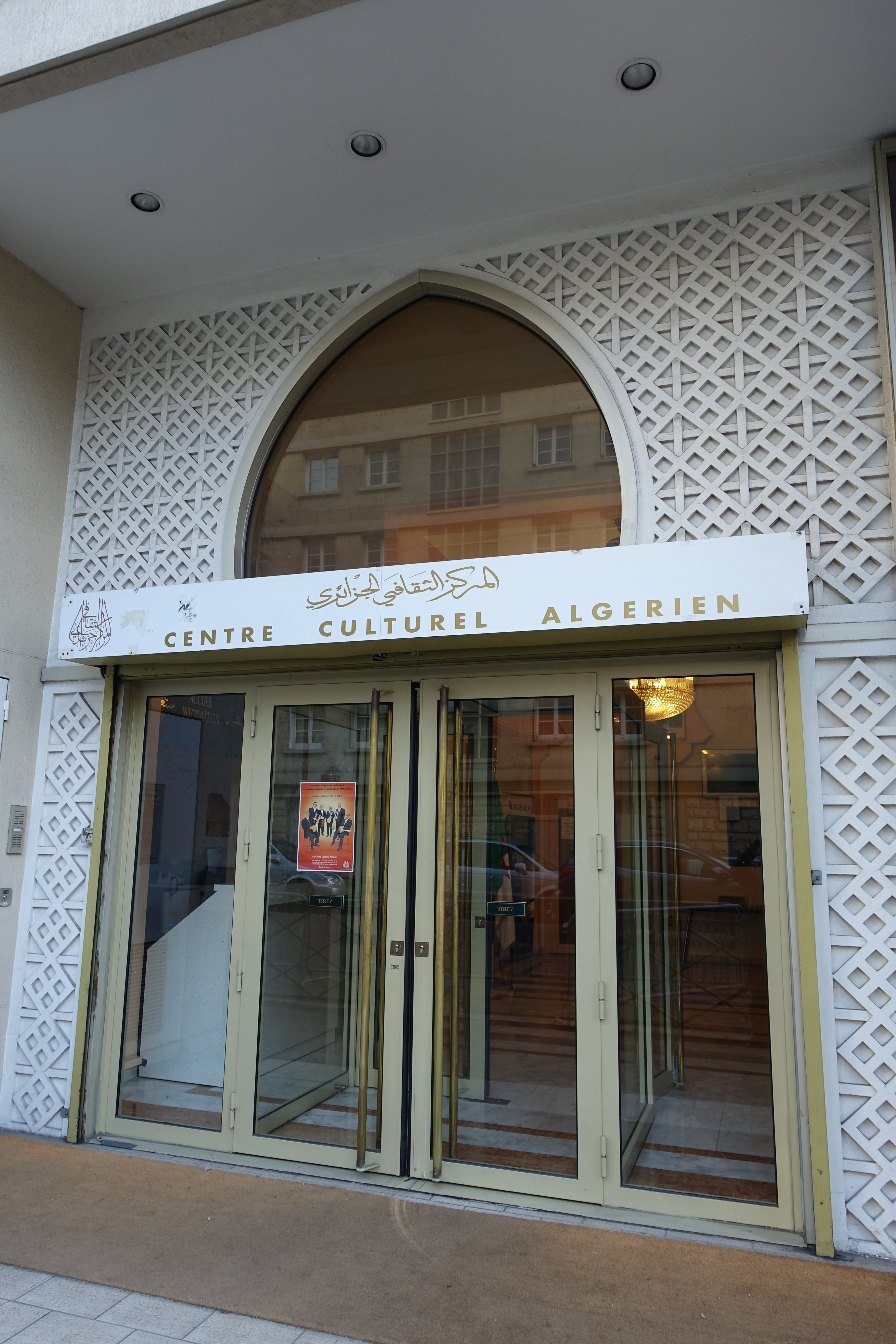
N°171 : Centre culturel algérien.
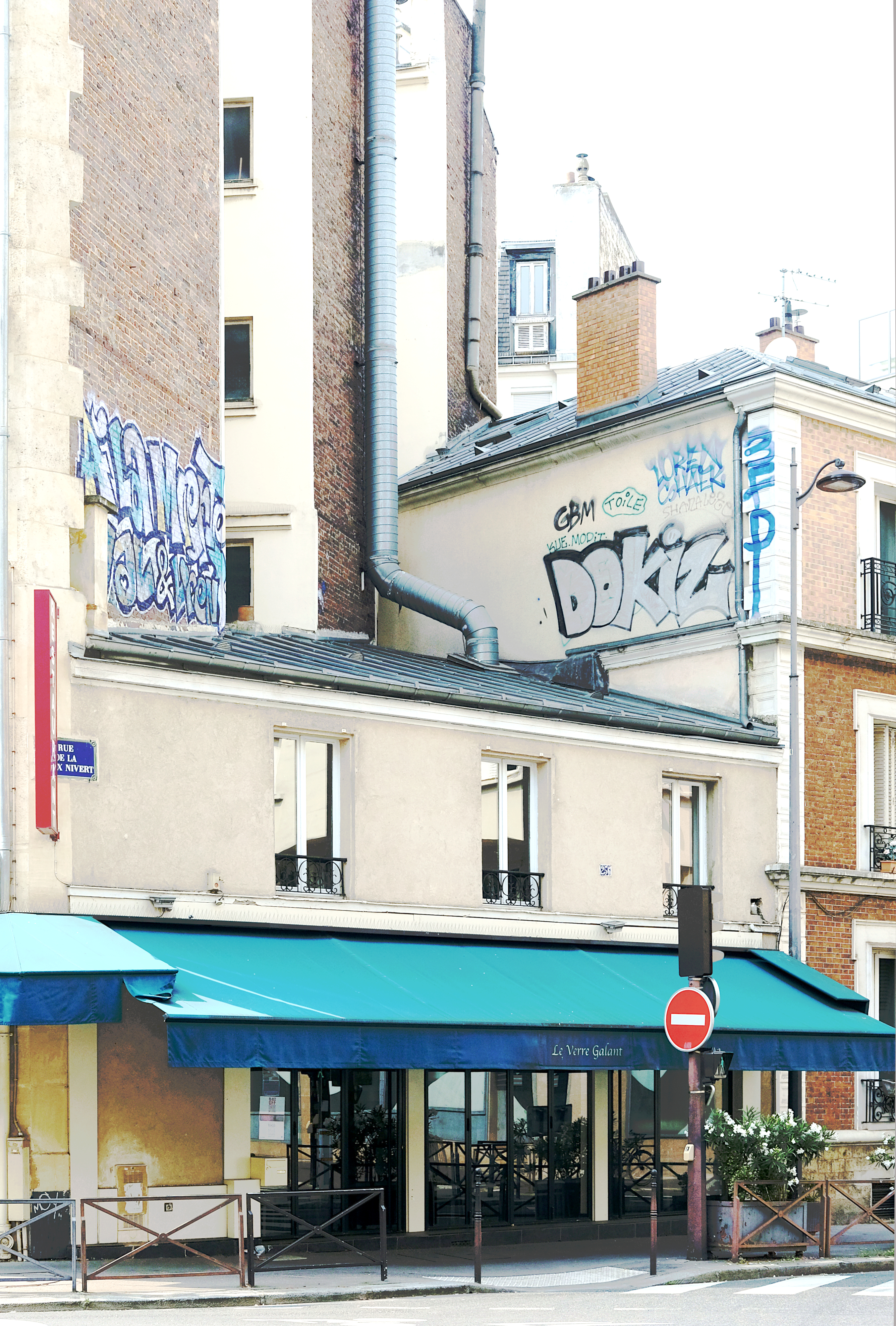
N°256 : maison d'angle avec la rue de Vaugirard.

## Chanson
La rue de la Croix-Nivert est citée par Pierre Perret dans la chanson Cœur cabossé sortie en 1989, sur l'album éponyme (Label Adèle / Carrère, ref. AD 39 542 / 66 865) ; la femme dont il est question dans cette chanson travaille au bar du Duc de Nevers (qui en fait n'existe pas à cette adresse).